# Société de construction et de réparation de matériel aéronautique
La Société de construction et de réparation de matériel aéronautique, ou CRMA est une entreprise française œuvrant dans l'aéronautique, créée en 1957, à la suite de la reprise des activités aéronautiques de la Société des Moteurs Salmson, 

## Description
Son activité couvre la réparation de modules de moteurs, la régénération ou la fabrication de pièces moteurs et la révision d'équipements. Tel que les freins, les galleys et les harnais moteur. Son siège est situé à Élancourt, dans la ZAC de La Clef de Saint Pierre - Pissaloup.

## Historique
CRMA a été créée en 1957 et a appartenu au groupe UTA de 1982 à 1992. Elle est aujourd'hui propriété à 100 % du groupe Air France-KLM.
Depuis 1998, CRMA est devenue un pôle d'excellence en matière de réparation de modules, notamment des chambres de combustions des turboréacteurs General Electric et CFMI.
CRMA est agréée FAR (Federal Aviation Regulations - États-Unis), JAR (Joint Aviation Requirements - Europe), CAAC (Administration de l'aviation civile de Chine). L'entreprise a également obtenu les certifications ISO 9001 et ISO 14001. 
Forte de ses équipements industriels performants, elle est également impliquée dans nombre de fabrications ou réparations par procédés spéciaux. Elle est la première entreprise en France à s'être équipée d'une machine à projection plasma.
Ayant commencé avec la maintenance des moteurs à pistons, la CRMA est aujourd'hui réparateur de pièces et modules GE-90 et GP7200. CRMA est ainsi seul réparateur pour les chambres de combustion et les modules TCF (Turbine Center Frame) pour le GP7200. 
Suivant une tendance en hausse, la CRMA diversifie ses activités en incluant de la fabrication de pièces neuves pour le fabricant français SNECMA (Groupe SAFRAN) et ses sous-traitants.